# حمام حضرتی
حمام حضرتی مربوط به دوره قاجار است و در ری، خیابان حرم، نبش کوچه زراعی زنگنه، پلاک ۷۹ واقع شده و این اثر در تاریخ ۲۲ مرداد ۱۳۸۴ با شمارهٔ ثبت ۱۳۳۵۶ به‌عنوان یکی از آثار ملی ایران به ثبت رسیده است.